# 9122 Hunten
9122 Hunten è un asteroide della fascia principale. Scoperto nel 1998, presenta un'orbita caratterizzata da un semiasse maggiore pari a 2,9170321 UA e da un'eccentricità di 0,0472084, inclinata di 3,08792° rispetto all'eclittica.